# Urmitzer Werth
Urmitzer Werth ist seit 1957 ein Naturschutzgebiet in Neuwied im Landkreis Neuwied in Rheinland-Pfalz. Das 69,22 ha große Gebiet liegt nördlich von Urmitz westlich der Urmitzer Rheinbrücke. Es umfasst die gleichnamige Rheininsel und ufernahe Feuchtwiesen mit dem Engerser Rheinarm als Lebensraum seltener Tierarten, insbesondere bedrohter Vogelarten. Bei Niedrigwasser ist die Insel vom rechten Rheinufer aus trockenen Fußes erreichbar.
Schutzzweck ist die Erhaltung des Gebietes
- als Lebensraum seltener Tierarten
- insbesondere seltener in ihrem Bestand bedrohter Vogelarten
- aus wissenschaftlichen Gründen.